# Vittoria Farnese (duchessa di Modena e Reggio)
Vittoria Farnese (Parma, 29 aprile 1618 – Modena, 10 agosto 1649) era duchessa di Modena e Reggio come seconda moglie di Francesco I d'Este.

## Biografia
Vittoria era la figlia di Ranuccio I Farnese, duca di Parma e Piacenza, e di sua moglie, Margherita Aldobrandini. Da parte di padre, la principessa era nipote di Alessandro Farnese, duca di Parma e Piacenza e di Maria d'Aviz, infanta del Portogallo. Da parte di madre era nipote di Giovanni Francesco Aldobrandini, principe di Rossano, e di Olimpia Aldobrandini, nipoti di papa Clemente VIII.

## Matrimonio
Sposò a Parma il 12 febbraio 1648 Francesco I d'Este, duca di Modena e Reggio, vedovo di sua sorella Maria Farnese che aveva sposato nel 1631. Dopo il matrimonio, la coppia arrivò a Modena. In onore del nuovo matrimonio del duca, i poeti Giuliano Cassiani e Flaminio Calvi composero diverse poemi. Durante le celebrazioni, venne messo in scena il balletto "La Vittoria d'Imeneo", scritto dal compositore Benedetto Ferrari in loro onore.
Sua sorella Maria era riuscita a dare nove figli al marito prima di morire nel 1646. Vittoria invece riuscì a metter al mondo soltanto una bambina:
- Vittoria d'Este (8 agosto 1649 - 26 luglio[8] 1656).

Fu duchessa di Modena e Reggio soltanto per un anno: morì dopo aver dato alla luce sua figlia e riuscì a guadagnarsi il rispetto dei suoi sudditi per la sua pietà e generosità.

## Morte
Dopo il parto, la duchessa sviluppò una febbre che durò per due giorni. Morì il 10 agosto 1649. Fu sepolta nella Chiesa di San Vincenzo a Modena.
Francesco contrasse un terzo matrimonio con Lucrezia Barberini, sposata a Loreto nell'ottobre del 1654.

## Ascendenza
|                                 |                      |                      | Genitori                    |  |  | Nonni |  |  | Bisnonni        |  |  | Trisnonni          |  |
|                                 |                      |                      |                             |  |  |       |  |  | Ottavio Farnese |  |  | Pier Luigi Farnese |  |
|                                 |                      |                      |                             |  |  |       |  |  | Ottavio Farnese |  |  | Pier Luigi Farnese |  |
|                                 |                      | Gerolama Orsini      |                             |  |  |       |  |  | Ottavio Farnese |  |  |                    |  |
| Alessandro Farnese              |                      |                      |                             |  |  |       |  |  | Ottavio Farnese |  |  |                    |  |
|                                 |                      | Margherita d'Austria | Carlo V d'Asburgo           |  |  |       |  |  |                 |  |  |                    |  |
|                                 |                      | Margherita d'Austria | Carlo V d'Asburgo           |  |  |       |  |  |                 |  |  |                    |  |
|                                 |                      | Margherita d'Austria | Giovanna van der Gheynst    |  |  |       |  |  |                 |  |  |                    |  |
| Ranuccio I Farnese              |                      | Margherita d'Austria |                             |  |  |       |  |  |                 |  |  |                    |  |
|                                 |                      | Eduardo d'Aviz       | Manuele I del Portogallo    |  |  |       |  |  |                 |  |  |                    |  |
|                                 |                      | Eduardo d'Aviz       | Manuele I del Portogallo    |  |  |       |  |  |                 |  |  |                    |  |
|                                 |                      | Eduardo d'Aviz       | Maria di Trastámara         |  |  |       |  |  |                 |  |  |                    |  |
| Maria d'Aviz                    |                      | Eduardo d'Aviz       |                             |  |  |       |  |  |                 |  |  |                    |  |
|                                 |                      | Isabella di Braganza | Giacomo di Braganza         |  |  |       |  |  |                 |  |  |                    |  |
|                                 |                      | Isabella di Braganza | Giacomo di Braganza         |  |  |       |  |  |                 |  |  |                    |  |
|                                 |                      | Isabella di Braganza | Doña Leonor Pérez de Guzmán |  |  |       |  |  |                 |  |  |                    |  |
| Vittoria Farnese                |                      | Isabella di Braganza |                             |  |  |       |  |  |                 |  |  |                    |  |
|                                 | Giorgio Aldobrandini | Giacomo Aldobrandini |                             |  |  |       |  |  |                 |  |  |                    |  |
|                                 | Giorgio Aldobrandini | Giacomo Aldobrandini |                             |  |  |       |  |  |                 |  |  |                    |  |
|                                 | Giorgio Aldobrandini | Bartolomea Ambrogi   |                             |  |  |       |  |  |                 |  |  |                    |  |
| Giovanni Francesco Aldobrandini | Giorgio Aldobrandini |                      |                             |  |  |       |  |  |                 |  |  |                    |  |
|                                 |                      | Margherita Del Corno | Donato Del Corno            |  |  |       |  |  |                 |  |  |                    |  |
|                                 |                      | Margherita Del Corno | Donato Del Corno            |  |  |       |  |  |                 |  |  |                    |  |
|                                 |                      | Margherita Del Corno | …                           |  |  |       |  |  |                 |  |  |                    |  |
| Margherita Aldobrandini         |                      | Margherita Del Corno |                             |  |  |       |  |  |                 |  |  |                    |  |
|                                 |                      | Pietro Aldobrandini  | Silvestro Aldobrandini      |  |  |       |  |  |                 |  |  |                    |  |
|                                 |                      | Pietro Aldobrandini  | Silvestro Aldobrandini      |  |  |       |  |  |                 |  |  |                    |  |
|                                 |                      | Pietro Aldobrandini  | Lisa Dati                   |  |  |       |  |  |                 |  |  |                    |  |
| Olimpia Aldobrandini            |                      | Pietro Aldobrandini  |                             |  |  |       |  |  |                 |  |  |                    |  |
|                                 |                      | Flaminia Ferracci    | …                           |  |  |       |  |  |                 |  |  |                    |  |
|                                 |                      | Flaminia Ferracci    | …                           |  |  |       |  |  |                 |  |  |                    |  |
|                                 |                      | Flaminia Ferracci    | …                           |  |  |       |  |  |                 |  |  |                    |  |
|                                 |                      | Flaminia Ferracci    |                             |  |  |       |  |  |                 |  |  |                    |  |